# Nadorah
Nadorah (em árabe: الناظورة) é uma comuna localizada na província de Tiaret, Argélia.
Sua população estimada em 2008 era de 7 559 habitantes.